# Eufriesea magrettii
Eufriesea magrettii är en biart som först beskrevs av Heinrich Friese 1899.  Eufriesea magrettii ingår i släktet Eufriesea, tribus orkidébin, och familjen långtungebin. Inga underarter finns listade.